# Wereldkampioenschappen zwemmen 2024 – 1500 meter vrije slag vrouwen
De 1500 meter vrije slag voor vrouwen op de wereldkampioenschappen zwemmen 2024 in Doha vond plaats op 12 en 13 februari 2024. 

## Records
Voorafgaand aan het toernooi waren dit het wereldrecord en het kampioenschapsrecord
| Wereldrecord         | Katie Ledecky | 15.20,48 | Indianapolis | 16 mei 2018     |
| Kampioenschapsrecord | Katie Ledecky | 15.25,48 | Kazan        | 4 augustus 2015 |

## Uitslagen
De acht snelste zwemmers in de series kwalificeerden zich voor de finale.

### Series
| Rang | Serie | Baan | Naam                     | Land             | Tijd     | Bijz. |
| ---- | ----- | ---- | ------------------------ | ---------------- | -------- | ----- |
| 1    | 3     | 4    | Simona Quadarella        | Italië           | 16.02,96 | Q     |
| 2    | 3     | 5    | Isabel Gose              | Duitsland        | 16.10,60 | Q     |
| 3    | 2     | 5    | Li Bingjie               | China            | 16.13,61 | Q     |
| 4    | 2     | 3    | Maddy Gough              | Australië        | 16.14,48 | Q     |
| 5    | 2     | 4    | Anastasiia Kirpichnikova | Frankrijk        | 16.14,76 | Q     |
| 6    | 2     | 6    | Yang Peiqi               | China            | 16.14,85 | Q     |
| 7    | 2     | 2    | Eve Thomas               | Nieuw-Zeeland    | 16.16,43 | Q     |
| 8    | 3     | 2    | Kristel Kobrich          | Chili            | 16.16,62 | Q     |
| 9    | 3     | 6    | Kate Hurst               | Verenigde Staten | 16.17,83 |       |
| 10   | 2     | 1    | Caitlin Deans            | Nieuw-Zeeland    | 16.17,98 |       |
| 11   | 3     | 7    | Agostina Hein            | Argentinië       | 16.21,68 |       |
| 12   | 3     | 3    | Beatriz Dizotti          | Brazilië         | 16.25,90 |       |
| 13   | 3     | 0    | Ichika Kajimoto          | Japan            | 16.27,96 |       |
| 14   | 3     | 8    | Gan Ching Hwee           | Singapore        | 16.29,74 |       |
| 15   | 2     | 7    | Tamila Holub             | Portugal         | 16.31,64 |       |
| 16   | 2     | 0    | Ajna Késely              | Hongarije        | 16.34,84 |       |
| 17   | 3     | 1    | Kayla Han                | Verenigde Staten | 16.35,02 |       |
| 18   | 1     | 4    | Stephanie Houtman        | Zuid-Afrika      | 16.35,39 |       |
| 19   | 2     | 8    | Alisee Pisane            | België           | 16.37,91 |       |
| 20   | 3     | 9    | Imani de Jong            | Nederland        | 16.43,55 |       |
| 21   | 2     | 9    | Lucie Hanquet            | België           | 16.48,23 |       |
| 22   | 1     | 5    | Nip Tsz Yin              | Hongkong         | 17.04,85 |       |
| 23   | 1     | 3    | Malak Meqdar             | Marokko          | 18.06,86 |       |

### Finale
| Rang   | Baan | Naam                     | Land          | Tijd     | Bijz. |
| ------ | ---- | ------------------------ | ------------- | -------- | ----- |
| Goud   | 4    | Simona Quadarella        | Italië        | 15.46,99 |       |
| Zilver | 3    | Li Bingjie               | China         | 15.56,62 |       |
| Brons  | 5    | Isabel Gose              | Duitsland     | 15.57,55 |       |
| 4      | 1    | Eve Thomas               | Nieuw-Zeeland | 16.09,43 |       |
| 5      | 2    | Anastasiia Kirpichnikova | Frankrijk     | 16.12,98 |       |
| 6      | 7    | Yang Peiqi               | China         | 16.13,08 |       |
| 7      | 6    | Maddy Gough              | Australië     | 16.16,85 |       |
| 8      | 8    | Kristel Kobrich          | Chili         | 16.18,90 |       |